# Đồng Quý
Đồng Quý là một xã cũ thuộc huyện Sơn Dương cũ, tỉnh Tuyên Quang, Việt Nam.
Xã Đồng Quý có diện tích 13,05 km², dân số năm 1999 là 2.625 người, mật độ dân số đạt 201 người/km².